# VN-verdrag tegen grensoverschrijdende georganiseerde misdaad
Het Verdrag van de Verenigde Naties tegen grensoverschrijdende georganiseerde misdaad (Engels: United Nations Convention against Transnational Organized Crime, UNTOC), ook wel het Verdrag of de Conventie van Palermo genoemd, is een multilateraal verdrag tegen de internationale georganiseerde misdaad. 
Het Verdrag werd goedgekeurd bij resolutie A/RES/55/25 van 15 november 2000 tijdens de 55e zitting van de Algemene Vergadering van de Verenigde Naties, en nadien voor ondertekening opengesteld. Doel was het bevorderen van de mondiale samenwerking in de strijd tegen de grensoverschrijdende georganiseerde misdaad, onder meer door het harmoniseren van de verschillende nationale wetgevingen op het gebied van de preventie en vervolging van misdrijven.
UNTOC is het eerste – en belangrijkste – internationaal juridisch instrument om de georganiseerde misdaad te bestrijden, maar de doelmatigheid ervan hangt af van de uitvoering in de lidstaten. Zo vereist UNTOC bijvoorbeeld een minimumstraf van vier jaar gevangenis voor grensoverschrijdende georganiseerde strafbare feiten.
Het Bureau van de Verenigde Naties voor Drugs en Misdaad (UNODC) treedt op als depositaris van UNTOC en de bijbehorende protocollen.

## Partijen
Op 8 september 2021 hadden 192 landen het verdrag ondertekend. Niet-ondertekenaars waren onder meer Bhutan, Congo (DRC), Iran, Papoea-Nieuw-Guinea, Somalië en Zuid-Soedan. 

## Protocollen
Een belangrijke uitbreiding van het verdrag zijn de verschillende protocollen: 
- Protocol om mensenhandel in personen, vooral vrouwen en kinderen, te voorkomen, te onderdrukken en te bestraffen[3]
- Protocol tegen de smokkel van migranten over land, zee en lucht[4]
- Protocol tegen de illegale productie van en handel in vuurwapens[5]

Al deze instrumenten bevatten bepalingen van de huidige internationale wetgeving inzake mensenhandel, wapenhandel en witwassen van geld. 